# Mogotes de Jumagua
I Mogotes de Jumagua sono un insieme di otto elementi calcarei elevati (spagnolo : Mogotes) nella provincia di Villa Clara a Cuba . Si trovano all'interno del gruppo orografico Alture del Nordovest nel centro-nord dell'isola di Cuba, due chilometri a sud-ovest della città di Sagua la Grande.
I pinnacoli sono di età cretacica superiore e sono fusi tra loro, presentando enormi caverne. Hanno un grande interesse scientifico per l'enorme concentrazione di flora e fauna in un'area relativamente ridotta, formando una piccola isola ecologica. Le specie nell'area sono vestigia delle antiche foreste primitive della costa d'oro cubana. È stato classificato come riserva naturale dalle autorità cubane, proteggendo un'area di 4,79 km 2 (1,85 miglia quadrate). 

## Storia
I Mogotes di Jumagua non furono affatto studiati scientificamente prima del 1970; quell'anno segnò l'inizio di quella che probabilmente può essere considerata una delle storie di successo più importanti per i naturalisti e gli amanti della natura cubani. Mai prima d'ora le colline di Jumagua erano state studiate scientificamente e fino a quel momento non erano di alcun interesse apparente, quindi utilizzarle come miniere di calcare era considerato un valido uso economico. Poiché il sito era visitato solo da studenti sporadici o da qualche viaggiatore curioso solitamente alla ricerca dell'oro (secondo la leggenda locale un pirata nascose il suo tesoro tra le colline e non tornò più a reclamarlo) nessuna definizione di rifugio faunistico, sito archeologico o speleologico, o vi era attribuita qualsiasi importanza ecologica.
Negli anni '70, tuttavia, il Gruppo Speleologico Sabaneque di Sagua la Grande avvia la produzione di una mappa cartografica della regione insieme a un catalogo di flora e fauna delle caverne dei mogotes. Hanno scoperto che le piccole grotte erano in realtà un sistema sotterraneo sviluppato di caverne con laghi e fiumi. Sono stati scoperti anche numerosi rari animali endemici, tra cui uno scorpione unico . A Cuba non vivono molte specie di scorpioni, i contadini locali dicevano di aver avvistato un diverso tipo di scorpione che viveva solo nei Mogotes e le ricerche dello scienziato hanno confermato questa favola. Scoperto anche; colonie di pipistrelli pescatori giganti, tartarughe delle caverne, pesci ciechi e granchi e l'ella americana Anguilla rostrata. Nel caso degli ells è anche un impressionante esempio di adattamento poiché questa specie vive abitualmente nell'oceano, si sposta nei fiumi e nei laghi solo per partorire. Fossili come la lumaca scomparsa Pseudomiltha sp. e sono stati scoperti anche un roditore gigante (Megalocnus rodens) che un tempo vagava per le foreste cubane. Il Megalocnus è così grande che veniva descritto dai paleontologi come l'orso cubano. Ultimo ma non meno importante ossa e altre prove che gli indigeni cubani vivevano nell'area prima della conquista spagnola.
Ma la specie più importante mai riscoperta appartiene al regno vegetale; le dimenticate Palmitas de Jumagua (letteralmente le palmette di Jumagua) Hemithrinax ekmaniana un thrinax endemico di queste colline e unico al mondo.
Come risultato di queste indagini non solo sono state prodotte le prime mappe delle sue caverne, anche il primo catalogo di flora e fauna è stato realizzato dal gruppo speleologico Sabaneque dell'intera foresta nei mogotes e dopo aver rivendicato uno dei siti archeologici più importanti della regione questo piccole montagne sono state trasformate in un Parco Naturale e salvate per le generazioni future.

## Leggende locali
Nella mitologia afro-cubana, la "Madre delle Acque" è una creatura metà serpente e metà donna che vive in fiumi e stagni e talvolta annega persone e bestiame nelle profondità del suo regno. I figli della Madre delle Acque, i "Guijes", sono bambini nani neri che vivono anch'essi in stagni circondati dalla giungla e fanno scherzi ai viaggiatori. Il Mogotes di Jumagua, come ogni piccolo luogo selvaggio di Cuba, non è diverso ed è stato collegato per secoli a una delle più grandi madri d'acqua mai viste. Gli agricoltori del XIX secolo e dell'inizio del XX secolo affermano di aver visto le sue tracce nella terra. Poiché la leggenda dello scorpione risulta essere vera, trovare un serpente piuttosto grande nelle caverne era uno degli scopi del Gruppo Sabaneque. Ci sono pochi grandi serpenti a Cuba, ma il presupposto su cui il gruppo basa le sue ricerche per provare questa teoria suppone che un visitatore in viaggio da oltreoceano possa aver portato un anaconda (o serpente simile), poiché sono molto piccoli in età giovanile, cresciuti poi nella zona utilizzando il grotte come riparo. Ma finora non hanno mai trovato ossa o pelle che dimostrino che un serpente sia mai stato sulle colline.
Un'altra storia colorata riguarda i pirati. Si narra che un giorno un Capitano con parte del suo equipaggio sbarcò presso la costa Isabella e nascose un tesoro nei mogotes. Tornando verso la costa si accorse che il suo secondo in comando era disperso, forse smarrito, ma ben presto il capitano, un tipo molto intelligente, capì che il secondo ufficiale era effettivamente rimasto indietro per rubare il tesoro per sé. Si sviluppò una sparatoria tra pirati e banditi (probabilmente lo stesso XO) ei pirati dovettero tornare sulla costa a mani vuote. Questa storia, vera o no, ha ispirato molti locali ad andare a tentare la fortuna sulle colline alla ricerca dell'oro perduto.
Storicamente, ciò che è certo è che tutte le grotte sono state accampamento di schiavi fuggiaschi durante il periodo coloniale e di guerrieri mambi della "Brigata Sagua" durante la guerra di indipendenza del 1895.